# Ас-Ногайс
Ас-Ногайс (гал. As Nogais, ісп. Nogales) — муніципалітет в Іспанії, у складі автономної спільноти Галісія, у провінції Луго. Населення — 1381 осіб (2009).
Муніципалітет розташований на відстані близько 390 км на північний захід від Мадрида, 44 км на південний схід від Луго.
Муніципалітет складається з таких паррокій: А-Аленсе, Донкос, Носеда, Ас-Ногайс, Нульян, Кінта, Санто-Андре, Торес, Вілайсенте.

## Демографія
Динаміка населення (INE ):

## Галерея зображень

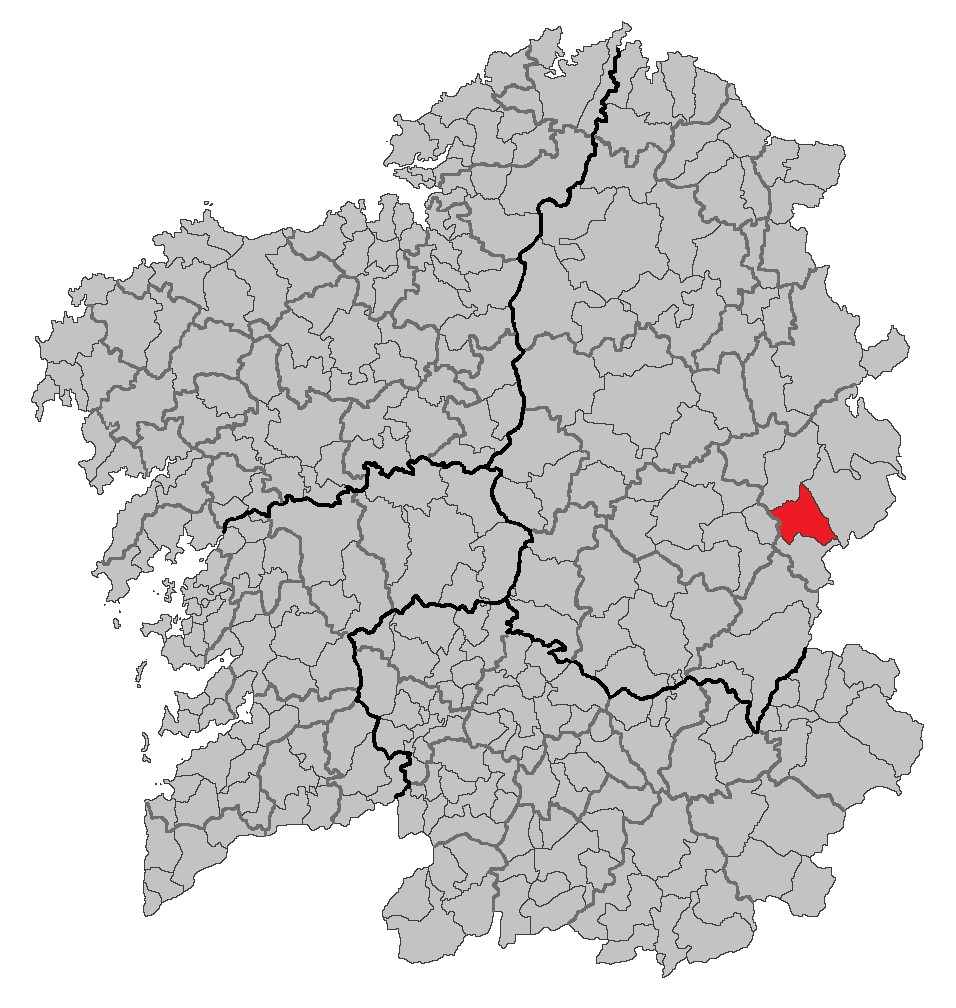
Розташування муніципалітету

## Парафії
Муніципалітет складається з таких парафій: 

## Релігія
Ас-Ногайс входить до складу Лугоської діоцезії Католицької церкви.